# Canton de Villenave-d'Ornon
Le canton de Villenave-d'Ornon est une circonscription électorale française située dans le département de la Gironde et la région Nouvelle-Aquitaine.

## Histoire
Le canton de Villenave-d'Ornon a été créé par décret du 13 juillet 1973.
Un nouveau découpage territorial de la Gironde (département) entre en vigueur à l'occasion des premières élections départementales suivant le décret du 20 février 2014. Les conseillers départementaux sont, à compter de ces élections, élus au scrutin majoritaire binominal mixte. Les électeurs de chaque canton élisent au Conseil départemental, nouvelle appellation du Conseil général, deux membres de sexe différent, qui se présentent en binôme de candidats. Les conseillers départementaux sont élus pour 6 ans au scrutin binominal majoritaire à deux tours, l'accès au second tour nécessitant 12,5 % des inscrits au 1er tour. En outre la totalité des conseillers départementaux est renouvelée. Ce nouveau mode de scrutin nécessite un redécoupage des cantons dont le nombre est divisé par deux avec arrondi à l'unité impaire supérieure si ce nombre n'est pas entier impair, assorti de conditions de seuils minimaux. Dans la Gironde, le nombre de cantons passe ainsi de 63 à 33.
Le nouveau canton de Villenave-d'Ornon est formé de la commune de Villenave-d'Ornon et d'une fraction de la commune de Bègles. Il est entièrement inclus dans l'arrondissement de Bordeaux. Le bureau centralisateur est situé à Villenave-d'Ornon.

## Géographie
Ce canton est organisé autour de Villenave-d'Ornon dans l'arrondissement de Bordeaux. Son altitude varie de 3 m (Villenave-d'Ornon) à 41 m (Villenave-d'Ornon) pour une altitude moyenne de 10 m.

## Représentation

### Représentation avant 2015
| Période | Période          | Identité        | Étiquette | Qualité                                                                                      |
| ------- | ---------------- | --------------- | --------- | -------------------------------------------------------------------------------------------- |
| 1973    | 1989 (démission) | Claude Barande  | PS        | Gérant de société Député (1989-1993) Maire de Villenave-d'Ornon (1977-1994)                  |
| 1989    | 2001             | Silvère Dutil   | PS        | Professeur d'éducation physique et sportive Conseiller municipal de Villenave-d'Ornon        |
| 2001    | 2008             | Nicolas Florian | RPR       | Ancien assistant parlementaire Adjoint au maire de Villenave-d'Ornon                         |
| 2008    | 2015             | Martine Jardiné | PS        | Maître de conférences à l'université Bordeaux-II Conseillère municipale de Villenave-d'Ornon |

### Représentation après 2015
| Période élective | Période élective | Mandat | Mandat   | Identité        | Nuance | Nuance | Qualité |
| ---------------- | ---------------- | ------ | -------- | --------------- | ------ | ------ | --- |
| 2015             | 2021             | 2015   | 2021     | Martine Jardiné |        | PS     | Conseillère municipale de Villenave-d'Ornon Vice-présidente chargée de l'Habitat, du logement et du développement social       |
| 2015             | 2021             | 2015   | 2021     | Jacques Raynaud |        | PS     | Médecin généraliste à Bègles, conseiller municipal depuis 2020 Président de la commission Sport et vie associative             |
| 2021             | 2028             | 2021   | en cours | Martine Jardiné |        | PS     | Conseillère sortante 4ème Vice-Présidente (développement social, prévention et parentalité de la petite enfance à la jeunesse) |
| 2021             | 2028             | 2021   | en cours | Jacques Raynaud |        | PS     | Conseiller sortant |

### Résultats détaillés

#### Élections de mars 2015
À l'issue du 1er tour des élections départementales de 2015, deux binômes sont en ballottage : Martine Jardiné et Jacques Raynaud (Union de la Gauche, 39,61 %) et Marc Kleinhentz et Françoise Matha-Stepani (Union de la Droite, 24,32 %). Le taux de participation est de 46,44 % (15 800 votants sur 34 023 inscrits) contre 50,54 % au niveau départemental et 50,17 % au niveau national.
Au second tour, Martine Jardiné et Jacques Raynaud (Union de la Gauche) sont élus avec 60,59 % des suffrages exprimés et un taux de participation de 44,17 % (8 236 voix pour 15 029 votants et 34 023 inscrits).

#### Élections de juin 2021
Le premier tour des élections départementales de 2021 est marqué par un très faible taux de participation (33,26 % au niveau national). Dans le canton de Villenave-d'Ornon, ce taux de participation est de 30,47 % (11 518 votants sur 37 797 inscrits) contre 33,41 % au niveau départemental. À l'issue de ce premier tour, deux binômes sont en ballottage : Martine Jardiné et Jacques Raynaud (PS, 34,32 %) et Maryvonne Basteres et Sébastien Vidal (RN, 17,13 %).
Le second tour des élections est marqué une nouvelle fois par une abstention massive équivalente au premier tour. Les taux de participation sont de 34,36 % au niveau national, 33,6 % dans le département et 31,03 % dans le canton de Villenave-d'Ornon. Martine Jardiné et Jacques Raynaud (PS) sont élus avec 75,88 % des suffrages exprimés (8 320 voix pour 11 730 votants et 37 807 inscrits),,. 

## Composition

### Composition avant 2015
Le canton de Villenave-d'Ornon comprenait la seule commune.

### Composition à partir de 2015
| Nom                                       | Code Insee | Intercommunalité   | Superficie (km2) | Population (dernière pop. légale)                | Densité (hab./km2) | Modifier                                    |
| ----------------------------------------- | ---------- | ------------------ | ---------------- | ------------------------------------------------ | ------------------ | ------------------------------------------- |
| Villenave-d'Ornon (bureau centralisateur) | 33550      | Bordeaux Métropole | 21,26            | 42 185 (2022)                                    | 1 984              | modifier les données · modifier les données |
| Bègles                                    | 33039      | Bordeaux Métropole | 9,96             | Fraction : 24 263 (2022) Commune : 30 968 (2022) | 3 109              | modifier les données · modifier les données |
| Canton de Villenave-d'Ornon               | 3333       |                    |                  | 66 448 (2022)                                    |                    | modifier les données                        |

Le nouveau canton de Villenave-d'Ornon comprend:
1. la commune de Villenave-d'Ornon,
2. la partie de la commune de Bègles non incluse dans le canton de Talence.

## Démographie

### Démographie avant 2015
| 1975   | 1982   | 1990   | 1999   | 2006   | 2011   | 2012   |
| ------ | ------ | ------ | ------ | ------ | ------ | ------ |
| 22 975 | 21 073 | 25 609 | 27 500 | 29 958 | 28 984 | 29 804 |

### Démographie depuis 2015
En 2022, le canton comptait 66 448 habitants, en évolution de +23,81 % par rapport à 2016 (Gironde : +6,91 %, France hors Mayotte : +2,11 %).
| 2013   | 2018   | 2022   |
| ------ | ------ | ------ |
| 50 089 | 58 250 | 66 448 |